# Stanhopea warszewicziana
Espèce
Stanhopea warszewicziana est une espèce de plantes à fleurs de la famille des Orchidaceae (orchidées) que l'on trouve du Costa Rica à l'ouest du Panama .

## Description
La plante fleurit pendant l'été avec jusqu'à 8 fleurs. Les fleurs sont parfumées et mesurent 8 de large. Épiphyte de taille moyenne, elle possède des pseudobulbes pyriformes à ovales, sillonnés avec un seul apical, coriace, plié, côtelé, elliptique-obovale, se rétrécissant progressivement en bas dans la feuille de base allongée et pétiolée qui fleurit sur une inflorescence latérale, pendante, de 12 à 15 cm de long, racémeuse, plusieurs inflorescence fleurie sur un a de grandes bractées chartacées et des fleurs parfumées de courte durée qui se produisent en été.

## Distribution
La plante se trouve dans la forêt tropicale du Costa Rica et de l'ouest du Panama à des altitudes de 500 à 1 400 mètres.

## Culture
La plante doit être cultivée à l'ombre. Conserver à des températures intermédiaires à chaudes et arroser régulièrement. Pot en écorce de sapin moyen ou en mousse de sphaigne. Gardez l'humidité élevée. Les plantes sont généralement cultivées dans des paniers.